# Attilio Nostro
Attilio Nostro (* 6. srpna 1966 Palmi) je italský římskokatolický duchovní a biskup Mileta-Nicotery-Tropei.

## Život
Narodil se 6. srpna 1966 v Palmi.
Po střední škole pracoval jako účetní. Následně vstoupil do Papežského římského většího semináře. Studoval na Papežské univerzitě Gregoriana a Papežské lateránské univerzitě. Dne 2. května 1993 byl papežem Janem Pavlem II. vysvěcen na kněze. Stal se farním vikářem u Santa Maria delle Grazie al Trionfale a o dva roky později u Gesù Divino Lavoratore. Roku 2001 byl jmenován do farnosti San Giuda Taddeo ai Cessati Spiriti.
Od roku 2011 působil jako prefekt XIX. prefektury diecéze Řím. Před jmenováním biskupem byl farářem u San Mattia. Dne 19. srpna 2021 jej papež František ustanovil biskupem Mileta-Nicotery-Tropei. Biskupské svěcení přijal 25. září z rukou kardinála Angela De Donatis a spolusvětiteli byli arcibiskup Fortunato Morrone a arcibiskup Francesco Massara. Úřadu se ujal 2. října